# 5020 Азимов
5020 Азимов (5020 Asimov) е астероид, открит на 2 март 1981 г. от Шелте Бус. Наречен е на американския писател фантаст Айзък Азимов.
Астероидът се намира средно на 322 225 116 km от Слънцето. Поради елиптичността на орбитата му това разстояние се изменя между 253 598 529 km и 390 854 694 km, но независимо от това дали е по-далеч или по-близо до Слънцето, той остава между орбитите на Марс и Юпитер, в областта, известна като астероиден пояс. Обиколката му около Слънцето трае 1155,17 дни (малко повече от 3 години). Орбитата му е наклонена спрямо еклиптиката с 1,098 градуса, а средната видима величина – 9,4, което означава че може да бъде видян само през сравнително мощен оптичен прибор (телескоп или бинокъл).